# Бельгія на зимових Олімпійських іграх 2022
Бельгія взяла участь у зимових Олімпійських іграх 2022, що тривали з 4 до 20 лютого в Пекіні (Китай).
Збірна Бельгії складалася з 19 спортсменів (11 чоловіків і 8 жінок), що змагались у восьми видах спорту.
Луна Гендрікс і Арман Маршан несли прапор своєї країни на церемонії відкриття.

## Медалісти
Список бельгійських спортсменів, що на Іграх здобули медалі.
| Медаль | Ім'я        | Вид спорту          | Дисципліна          | Дата      |
| ------ | ----------- | ------------------- | ------------------- | --------- |
| Золото | Барт Свінгс | Ковзанярський спорт | Масстарт (чоловіки) | 19 лютого |
| Бронза | Анне Десмет | Шорт-трек           | 1000 метрів (жінки) | 11 лютого |

## Спортсмени
Кількість спортсменів, що взяли участь в Іграх, за видами спорту.
| Вид спорту          | Чоловіки | Жінки | Загалом |
| ------------------- | -------- | ----- | ------- |
| Гірськолижний спорт | 3        | 0     | 3       |
| Біатлон             | 4        | 1     | 5       |
| Бобслей             | 0        | 2     | 2       |
| Лижні перегони      | 1        | 0     | 1       |
| Фігурне катання     | 0        | 1     | 1       |
| Шорт-трек           | 1        | 1     | 2       |
| Скелетон            | 0        | 1     | 1       |
| Сноубординг         | 0        | 1     | 1       |
| Ковзанярський спорт | 2        | 1     | 3       |
| Загалом             | 11       | 8     | 19      |

## Гірськолижний спорт
Від Бельгії на Ігри кваліфікувалися один гірськолижник і одна гірськолижниця.
| Спортсмен           | Дисципліна                    | 1-й спуск | 1-й спуск | 2-й спуск   | 2-й спуск   | Сума        | Сума        |
| Спортсмен           | Дисципліна                    | Час       | Місце     | Час         | Місце       | Час         | Місце       |
| ------------------- | ----------------------------- | --------- | --------- | ----------- | ----------- | ----------- | ----------- |
| Сам Мас             | Гігантський слалом (чоловіки) | НФ        | НФ        | Не потрапив | Не потрапив | Не потрапив | Не потрапив |
| Дріс ван ден Брукке | Гігантський слалом (чоловіки) | НФ        | НФ        | Не потрапив | Не потрапив | Не потрапив | Не потрапив |
| Сам Мас             | Слалом (чоловіки)             | НФ        | НФ        | Не потрапив | Не потрапив | Не потрапив | Не потрапив |
| Арман Маршан        | Слалом (чоловіки)             | 56.13     | 24        | 51.72       | 22          | 1:47.85     | 22          |
| Дріс ван ден Брукке | Слалом (чоловіки)             | 56.77     | 27        | НФ          | НФ          | НФ          | НФ          |

## Біатлон
Від Бельгії на ігри кваліфікувалися чотири біатлоністи і одна біатлоністка, а також чоловіча естафетна збірна.
| Спортсмен                                              | Дисципліна                              | Час                | Хиби               | Місце              |
| ------------------------------------------------------ | --------------------------------------- | ------------------ | ------------------ | ------------------ |
| Сезар Бове                                             | Спринт 10 км (чоловіки)                 | 30:06.8            | 4 (1+3)            | 94                 |
| Сезар Бове                                             | Перегони переслідування (чоловіки)      | Не кваліфікувався  | Не кваліфікувався  | Не кваліфікувався  |
| Сезар Бове                                             | Індивідуальні перегони 20 км (чоловіки) | 1:02:50.5          | 7 (1+1+1+4)        | 91                 |
| Флоран Клод                                            | Спринт 10 км (чоловіки)                 | 27:35.1            | 4 (1+3)            | 84                 |
| Флоран Клод                                            | Перегони переслідування (чоловіки)      | Не кваліфікувався  | Не кваліфікувався  | Не кваліфікувався  |
| Флоран Клод                                            | Індивідуальні перегони 20 км (чоловіки) | 57:11.2            | 5 (0+2+3+0)        | 75                 |
| Том Лагає-Гоффарт                                      | Спринт 10 км (чоловіки)                 | 28:15.1            | 1 (1+0)            | 91                 |
| Том Лагає-Гоффарт                                      | Перегони переслідування (чоловіки)      | Не кваліфікувався  | Не кваліфікувався  | Не кваліфікувався  |
| Том Лагає-Гоффарт                                      | Індивідуальні перегони 20 км (чоловіки) | 1:02:26.2          | 7 (2+1+3+1)        | 90                 |
| Тьєррі Ланґер                                          | Спринт 10 км (чоловіки)                 | 26:59.8            | 1 (1+0)            | 67                 |
| Тьєррі Ланґер                                          | Перегони переслідування (чоловіки)      | Не кваліфікувався  | Не кваліфікувався  | Не кваліфікувався  |
| Тьєррі Ланґер                                          | Індивідуальні перегони 20 км (чоловіки) | 57:18.3            | 5 (1+1+2+1)        | 77                 |
| Сезар Бове Флоран Клод Том Лагає-Гоффарт Тьєррі Ланґер | Естафета (чоловіки)                     | КОЛО               | КОЛО               | 20                 |
| Лотте Ліе                                              | Спринт 7,5 км (жінки)                   | 23:41.1            | 3 (3+0)            | 64                 |
| Лотте Ліе                                              | Перегони переслідування (жінки)         | Не кваліфікувалася | Не кваліфікувалася | Не кваліфікувалася |
| Лотте Ліе                                              | Індивідуальні перегони 15 км (жінки)    | 45:36.9            | 4 (1+2+0+1)        | 45                 |

## Бобслей
Від Бельгії на Ігри кваліфікувалася одна команда в жіночих двійках.
| Спортсменки                  | Дисципліна     | 1-й заїзд | 1-й заїзд | 2-й заїзд | 2-й заїзд | 3-й заїзд | 3-й заїзд | 4-й заїзд | 4-й заїзд | Сума    | Сума  |
| Спортсменки                  | Дисципліна     | Час       | Місце     | Час       | Місце     | Час       | Місце     | Час       | Місце     | Час     | Місце |
| ---------------------------- | -------------- | --------- | --------- | --------- | --------- | --------- | --------- | --------- | --------- | ------- | ----- |
| Сара Артс Ан Ванніувенгейсе* | Двійки (жінки) | 1:02.08   | 17        | 1:02.12   | 12        | 1:02.11   | 12        | 1:02.27   | 14        | 4:08.58 | 15    |

* – Позначає пілота кожного боба

## Лижні перегони
Від Бельгії на ігри кваліфікувався один лижник, що відповідав базовому кваліфікаційному критерію.
Дистанційні перегони
| Спортсмен    | Дисципліна             | Класичний стиль | Класичний стиль | Вільний стиль | Вільний стиль | Фінал     | Фінал       | Фінал |
| Спортсмен    | Дисципліна             | Час             | Місце           | Час           | Місце         | Час       | Відставання | Місце |
| ------------ | ---------------------- | --------------- | --------------- | ------------- | ------------- | --------- | ----------- | ----- |
| Тібо де Марр | 15 км класичним стилем | Н/Д             | Н/Д             | Н/Д           | Н/Д           | 42:56.7   | +5:01.9     | 59    |
| Тібо де Марр | 30 км скіатлон         | 44:40.8         | 56              | КОЛО          | КОЛО          | КОЛО      | КОЛО        | 54    |
| Тібо де Марр | 50 км вільним стилем   | Н/Д             | Н/Д             | Н/Д           | Н/Д           | 1:19:53.8 | +8:21.1     | 47    |

Спринт
| Спортсмен    | Дисципліна | Кваліфікація | Кваліфікація | Чвертьфінал | Чвертьфінал | Півфінал    | Півфінал    | Фінал       | Фінал       |
| Спортсмен    | Дисципліна | Час          | Місце        | Час         | Місце       | Час         | Місце       | Час         | Місце       |
| ------------ | ---------- | ------------ | ------------ | ----------- | ----------- | ----------- | ----------- | ----------- | ----------- |
| Тібо де Марр | Чоловіки   | 3:10.66      | 76           | Не потрапив | Не потрапив | Не потрапив | Не потрапив | Не потрапив | Не потрапив |

## Фігурне катання
На Чемпіонаті світу 2021 року в Стокгольмі Бельгія здобула одну квоту в жіночому одиночному катанні.
Індивідуальні перегони
| Спортсмен     | Дисципліна                | КП    | КП    | ДП     | ДП    | Загалом | Загалом |
| Спортсмен     | Дисципліна                | Бали  | Місце | Бали   | Місце | Бали    | Місце   |
| ------------- | ------------------------- | ----- | ----- | ------ | ----- | ------- | ------- |
| Луна Гендрікс | Одиночні змагання (жінки) | 70.09 | 7     | 136.70 | 9     | 206.79  | 8       |

## Шорт-трек
Від Бельгії на Ігри кваліфікувалися два шорт-трекісти (по одному кожної статі).
| Спортсмен    | Дисципліна             | Попередній заїзд | Попередній заїзд | Чвертьфінал | Чвертьфінал | Півфінал    | Півфінал    | Фінал       | Фінал       |
| Спортсмен    | Дисципліна             | Час              | Місце            | Час         | Місце       | Час         | Місце       | Час         | Місце       |
| ------------ | ---------------------- | ---------------- | ---------------- | ----------- | ----------- | ----------- | ----------- | ----------- | ----------- |
| Стейн Десмет | 500 метрів (чоловіки)  | 40.585           | 3 q              | 40.718      | 4           | Не потрапив | Не потрапив | Не потрапив | Не потрапив |
| Стейн Десмет | 1000 метрів (чоловіки) | PEN              | PEN              | Не потрапив | Не потрапив | Не потрапив | Не потрапив | Не потрапив | Не потрапив |
| Стейн Десмет | 1500 метрів (чоловіки) | Н/Д              | Н/Д              | 2:19.112    | 3 Q         | 2:11.169    | 5 FB        | 2:18.278    | 13          |
| Анне Десмет  | 500 метрів (жінки)     | 43.702           | 3 q              | 42.991      | 2 Q         | 55.304      | 4 FA        | 42.941      | 5           |
| Анне Десмет  | 1000 метрів (жінки)    | 1:27.836         | 2 Q              | 1:29.388    | 2 Q         | 1:28.166    | 2 QA        | 1:28.928    | 3           |
| Анне Десмет  | 1500 метрів (жінки)    | Н/Д              | Н/Д              | 2:18.931    | 2 Q         | 2:19.001    | 2 QA        | 2:18.711    | 4           |

Легенда: AA = Потрапив(ла) до медального раунду, бо завадив(ла) інший(ша) ковзаняр(ка); DNF = Не фінішував(ла); FA = Кваліфікувався(лася) до медального раунду; FB = Кваліфікувався(лася) до втішного раунду; PEN = Пенальті; Q = Кваліфікувався(лася) до наступного раунду

## Скелетон
Від Бельгії на ігри кваліфікувалася одна скелетоністка.
| Спортсменка   | Дисципліна | 1-й заїзд | 1-й заїзд | 2-й заїзд | 2-й заїзд | 3-й заїзд | 3-й заїзд | 4-й заїзд | 4-й заїзд | Сума    | Сума  |
| Спортсменка   | Дисципліна | Час       | Місце     | Час       | Місце     | Час       | Місце     | Час       | Місце     | Час     | Місце |
| ------------- | ---------- | --------- | --------- | --------- | --------- | --------- | --------- | --------- | --------- | ------- | ----- |
| Кім Майлеванс | Жінки      | 1:02.35   | =6        | 1:02.92   | 12        | 1:02.34   | 11        | 1:03.73   | 20        | 4:11.34 | 18    |

## Сноубординг
Від Бельгії на Ігри кваліфікувалася одна сноубордистка.
Сноубординг
| Спортсмен | Дисципліна         | Кваліфікація | Кваліфікація | Кваліфікація | Кваліфікація | Кваліфікація | Фінал        | Фінал        | Фінал        | Фінал        | Фінал        |
| Спортсмен | Дисципліна         | 1-ша спроба  | 2-га спроба  | 3-тя спроба  | Найкраща     | Місце        | 1-ша спроба  | 2-га спроба  | 3-тя спроба  | Найкраща     | Місце        |
| --------- | ------------------ | ------------ | ------------ | ------------ | ------------ | ------------ | ------------ | ------------ | ------------ | ------------ | ------------ |
| Еві Поппе | Біг-ейр (жінки)    | 44.00        | 60.75        | 21.00        | 81.75        | 24           | Не потрапила | Не потрапила | Не потрапила | Не потрапила | Не потрапила |
| Еві Поппе | Слоупстайл (жінки) | 47.08        | 56.80        | Н/Д          | 56.80        | 14           | Не потрапила | Не потрапила | Не потрапила | Не потрапила | Не потрапила |

## Ковзанярський спорт
| Спортсмен    | Дисципліна              | Фінал    | Фінал |
| Спортсмен    | Дисципліна              | Час      | Місце |
| ------------ | ----------------------- | -------- | ----- |
| Барт Свінгс  | 1500 метрів (чоловіки)  | 1:45.82  | 13    |
| Барт Свінгс  | 5000 метрів (чоловіки)  | 6:16.90  | 7     |
| Барт Свінгс  | 10000 метрів (чоловіки) | 13:02.43 | 10    |
| Матіас Восте | 1000 метрів (чоловіки)  | 1:10.22  | 27    |
| Матіас Восте | 1500 метрів (чоловіки)  | 1:49.93  | 29    |
| Сандрін Тас  | 500 метрів (жінки)      | 39.37    | 28    |
| Сандрін Тас  | 1500 метрів (жінки)     | 2:03.39  | 29    |

Масстарт
| Спортсмен   | Дисципліна          | Півфінал | Півфінал | Півфінал | Фінал        | Фінал        | Фінал        |
| Спортсмен   | Дисципліна          | Бали     | Час      | Місце    | Бали         | Час          | Місце        |
| ----------- | ------------------- | -------- | -------- | -------- | ------------ | ------------ | ------------ |
| Барт Свінгс | Масстарт (чоловіки) | 44       | 7:56.74  | 2 Q      | 63           | 7:47.11      | 1            |
| Сандрін Тас | Масстарт (жінки)    | 0        | 8:37.77  | 12       | Не потрапила | Не потрапила | Не потрапила |